# Ахвар
Ахвар (араб. أحور‎) – город в Йемене, расположенный у центральной части Аденского залива. Вади Ахвар впадает в Аденский залив неподалёку от города. Город находится в мухафазе Абьян и является главным городом мудирии (района) Ахвар в этой мухафазе.

## История города
Ахвар был главным городом (столицей) султаната Нижний Аулаки с 1888 по 1967 года. В 1888 году султанат и Великобритания подписали неофициальное соглашение о защите. Монархия была упразднена в 1967 году, а территория султаната вошла в состав Народной Республики Южного Йемена.
В 2008 году в Ахваре открыли Центр приема сомалийских беженцев.

Ближайшие объекты :
- Племена Эль-Ауалик Ас-Суфли  39 км
- Мыс Морейс  101 км
- Мыс Бильхаф  109 км